# Joey Kramer
Joseph Michael 'Joey' Kramer (født 21. juni 1950 i The Bronx, New York City) er amerikansk trommeslager i rockbandet Aerosmith, og været det siden bandet startede tilbage i 1970.
Er sammen med Tom Hamilton og Brad Whitford anerkendt, som værende den svingende og insisterende rytmebaggrund der er et af Aeromsiths kendetegn. Joey Kramer udgav i 2009, Hit Hard: A Story Of Hitting Rock Bottom At The Top, som handler om hans karriere og problemer med depressioner, som følge af en voldelig barndom med en voldelig far.